# ジョン・マクレイ
ジョン・マクレイ（英語: John McCrae, 1872年11月30日 - 1918年1月28日）は、カナダの詩人、医師、作家、芸術家である。第一次世界大戦の間は軍人となりベルギーで戦われた第二次イーペル会戦の時には、外科医として任務に当たった。彼は有名な戦争追悼詩『フランダースの野に』の作者としてもっともよく知られている。マクレイは終戦の年のはじめに肺炎が原因で没した。彼の著名な詩は、ラメントの一分野であるスレナディーである。

## 経歴

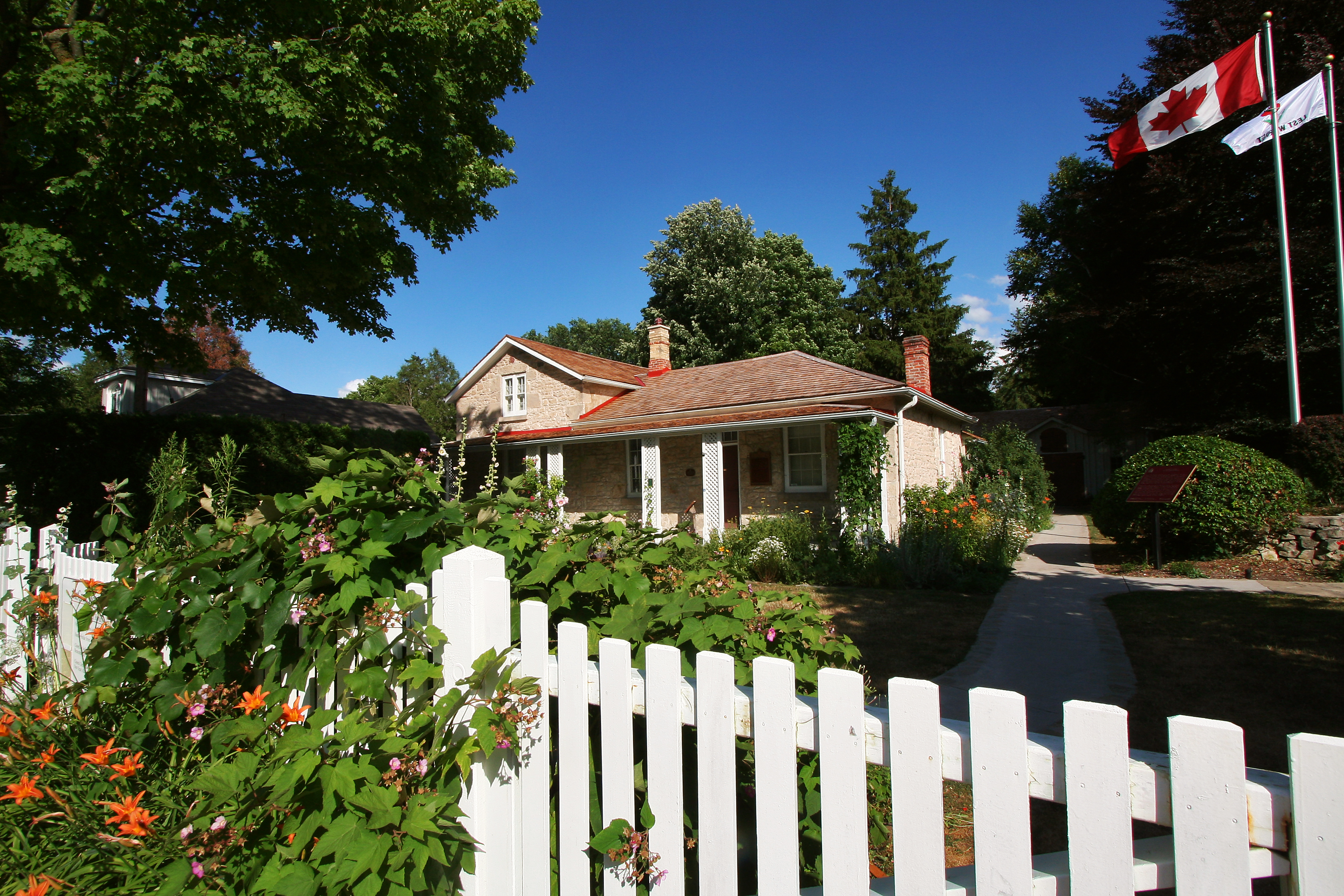
ジョン・マクレイの生家

マクレイは、デイヴィッド・マクレイとジャネット・シンプソン・エクフォードの子供として、オンタリオ州ゲルフのマクレイ・ハウスで生まれた。彼は、カークーブリシャーのバルマギー出身のスコットランド人の孫にあたる。彼の父はフェニアン襲撃の時にゲルフ・ホーム・ガードの隊員として任務に当たり、ゲルフの市議やザ・ノースアメリカン・ライフ・アシュアランス・カンパニーの重役を務めた
。彼の兄であるトーマス・マクレイ博士は、ボルチモアのジョンズ・ホプキンズ大学医学校の教授として、ウイリアム・オスラーと親しい関係になった。彼の妹であるガイルズは、マニトバ州裁判所の裁判官のジェームズ・キルガーと結婚してウィニペグに移り住んだ。
マクレイは、ゲルフ・カレッジエイト・ヴォケーショナル・インスティテュートで学んだ後、16歳で卒業した。彼はゲルフ出身の学生ではじめてのトロント大学の奨学生として、3年の間にわたって学んだ。ところが、彼は重度のぜんそくが原因で1年間の休学を余儀なくされた。この病気は彼の人生の間、再発し続けた。
ゲルフのジョン・マクレイ・ハウスにある彼の書簡の中に、砲兵としての訓練のためにオンタリオ州キングストンのテート・ド・ポン兵舎（現在のフォート・フロンテナック）に滞在していた彼が、1893年7月18日にローラ・カインズに向けて書いた手紙が残されている。「私には下僕が付けられています...実際のところ気高い場所です...水際近くの自室の窓からは湾の対岸が見渡せます。今、港には多くの交易船が入港しており、そして川はとても美しく見えます。」
1894年、彼はゲルフのオンタリオ農業大学において英語と数学のレジデント・マスターの任に当たった。トロント大学に戻ったマクレイは教養学士号を取った後、奨学金によって医学を学ぶため大学に残った。
マクレイは医学校で彼の学費を払うために、他の学生の個人指導にも当たった。彼が指導に当たった学生のうちの2人の学生は、オンタリオ州ではじめての女性医師となった。

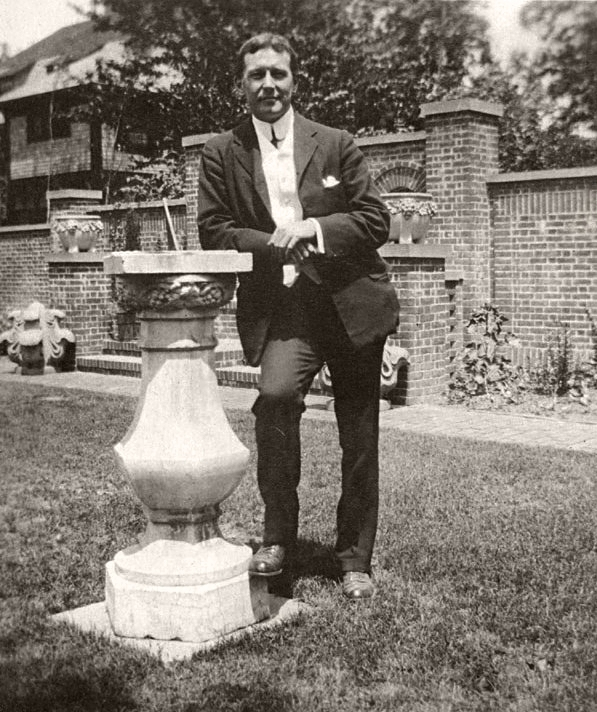
ジョン・マクレイ、1912年

1898年にマクレイは大学を卒業した。彼ははじめトロント総合病院の常勤医となったが、1899年にメリーランド州ボルチモアのジョンズ・ホプキンズ病院に移った。
1901年、彼はバーモント大学の病理学担当の教授に任じられ、1911年まで講義をおこなった。また、彼はケベック州モントリオールのマギル大学でも教育に当たった。1902年、彼はモントリオール総合病院の病理学担当の常勤医となり、その後、モントリオールのロイヤル・ヴィクトリア病院の病理学担当助手になった。1904年、彼はロイヤル・ヴィクトリア病院の医学助手に任じられた。その年の終わりに彼は渡英して、数か月間学んだ後、英国王立内科医協会の会員になった。
1905年、マクレイは複数の病院で実務や教育活動を続けるかたわらで自身の診療所を構えた。同じ年、彼はモントリオール孤児・乳児医院の病理学医になった。1908年、彼はアレクサンドラ感染症医院の医師になった。
1910年、彼は、カナダ総督アルバート・グレイによるハドソン湾へのカヌー旅行に医師として同行した。グレイは「あなたはアラビアンナイトの記録を超える事に成功した。3,000マイルにわたる私たちの旅は同じくらい多くの物語に照らされた物である事を私は信じる」と驚嘆した 。
マクレイは、J・G・アダミとともに医学書『医学生のための病理学の教科書』（1912年、1914年第2版）を著した。
マクレイは、ユニヴァーシティクラブ・オブ・モントリオールの創立会員だった。
マクレイは、兄の妻の妹にあたるノナ・グウィンに求婚したが、断られた。詩人は、母親に毎週書いていた手紙を除き、恋愛関係について人目にさらす事を避けていた。そして「時折」、彼のセクシャリティが疑問視されてきた。しかし、マクレイの伝記作家であるジョン・F・プレスコットやマクレイ・ハウスの学芸員ベヴ・ディートリヒによればマクレイがゲイであったという証拠は存在しないという。

## 初期の軍歴
フェニアン襲撃にも従軍したマクレイの父であるデイヴィッド・マクレイ中佐は、1870年代から90年代にかけてゲルフ野戦砲兵連隊の指揮に当たった。そして、1887年にはジョン・マクレイがラッパ手および砲手として父の連隊に加わった。1886年、14歳の彼はゲルフ・ハイランド士官候補生隊に入隊し、翌年にはオンタリオ州の最優秀士官候補生として表彰を受けた。

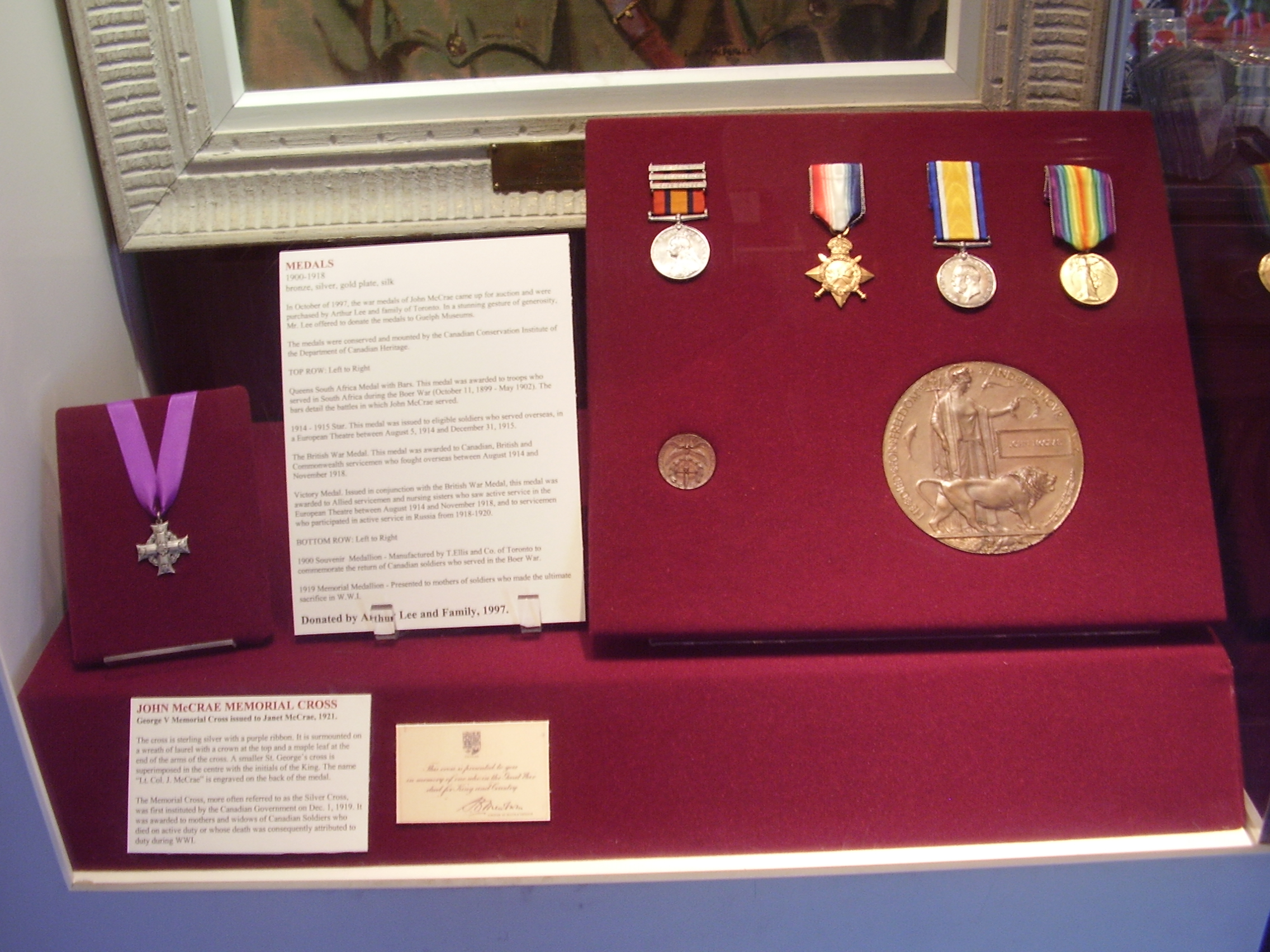
ボーア戦争と第一次世界大戦中にマクレイに授与されたメダル

1890年代、マクレイは民兵としての任務を続け、1891年にゲルフ連隊の補給軍曹、1896年には中尉に昇進した。
第二次ボーア戦争がはじまっていた1899年12月、カナダ陸軍砲兵隊のD砲兵中隊の中尉だったマクレイは、南アフリカにおける任務を志願した。マクレイはD砲兵中隊の第2セクションである右翼部の指揮にあたり、彼の友人であるE.W.B.モリソンが第1セクションの指揮をとった。1900年2月、ケープタウンに到着した彼らは、オレンジ自由国やトランスヴァール共和国でカーナヴォーン遠征や、同年8月のバーゲンダルの戦いなどの戦闘に加わった。マクレイは1900年の年末に戻った。この戦争における彼の任務により、彼に3つの留め具が付属したクイーンズ南アフリカメダルが授与された。
1901年、彼はカナダ陸軍砲兵隊の第16砲兵中隊の大尉、1902年には第1砲兵旅団の少佐に昇進した。1904年、彼は現役の民兵を退役し、予備役少佐になった。

## 第一次世界大戦

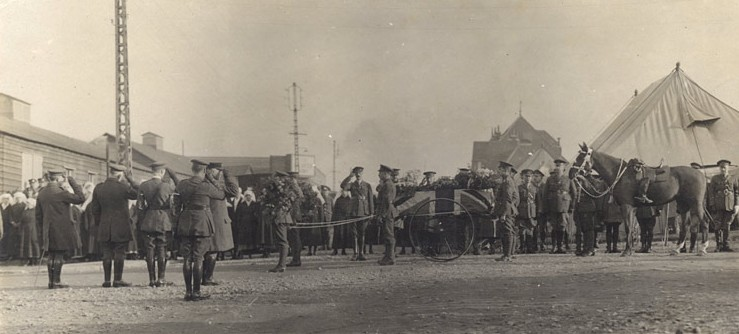
マクレイの葬儀

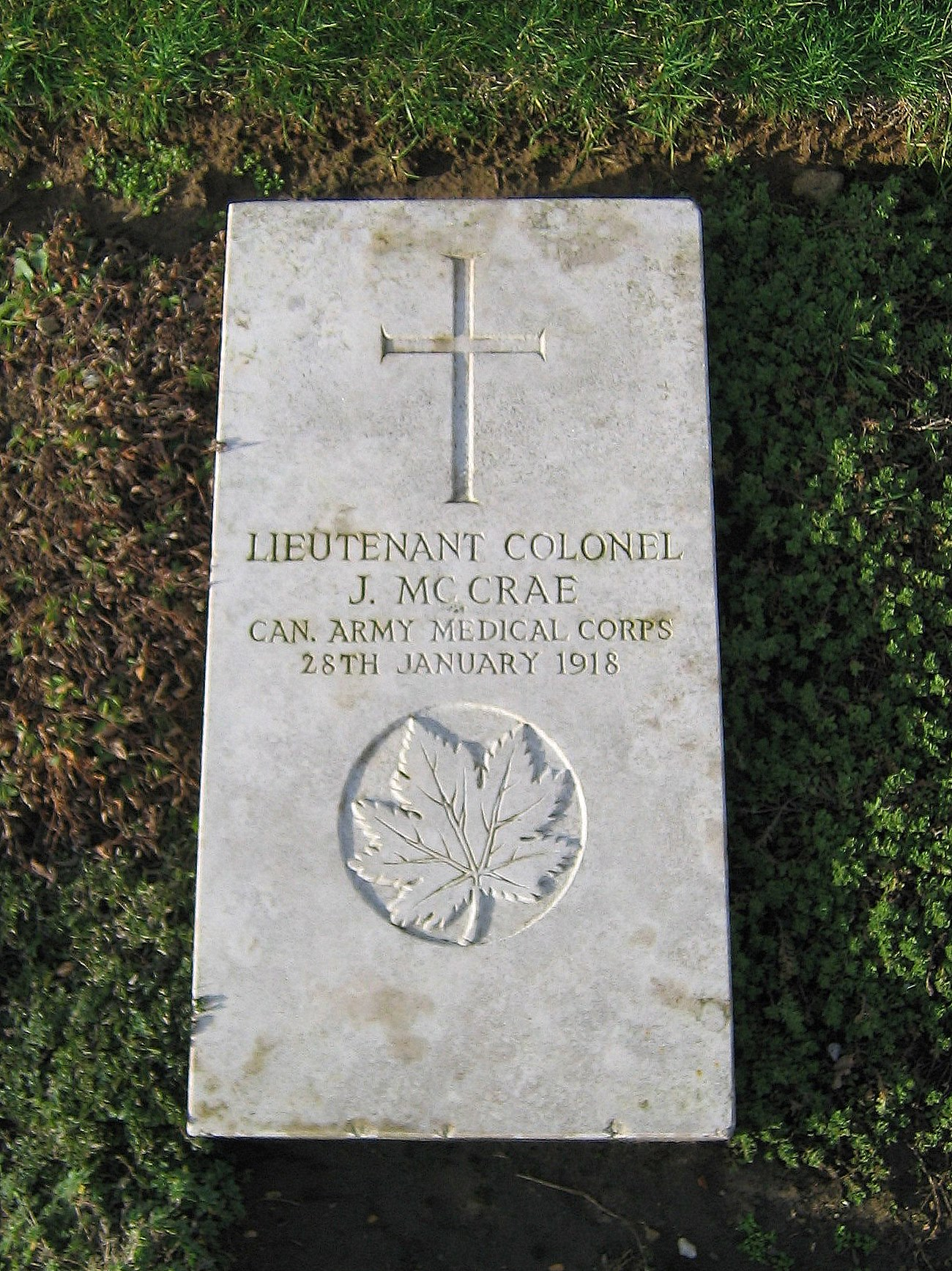
ヴィムルー墓地にあるマクレイの墓

1914年、第一次世界大戦の開戦後、イギリスがドイツ軍によるベルギー侵攻を理由にドイツ帝国に宣戦布告した事によって、イギリス帝国の自治領であるカナダも戦争状態に突入した。41歳のマクレイは軍に志願した。彼は友人にあてて「私は本当に恐ろしいです。しかし、良心の呵責にさいなまれながら自宅にとどまる事はより恐ろしいです」と書いた。彼は、カナダ陸軍砲兵隊第1砲兵旅団の軍医少佐になった。彼は、1915年の第二次イーペル会戦の際、イーペルの北2マイルのイーゼル運河の堤防の奥に、急遽掘られた8×8フィート（2.4メートル×2.4メートル）の塹壕で負傷者の治療に当たった。この戦闘で、かつて民兵隊員だったマクレイの友人のアレクシス・ヘルマーが戦死、その埋葬の情景は、1915年5月3日に書かれた詩『フランダースの野に』の創作に霊感を及ぼした。
マクレイは、1915年6月1日より砲兵隊から除隊した上で、フランス北部、ブローニュ＝シュル＝メール近郊のダンヌ＝カミエにカナダ第3総合医院の開設に携わる任務を命じられた。8か月の間、病院はボーパールのベーグムのジャハーンから寄贈され、インドから運ばれて来たダーバーのテントで診療を続けた。しかし、嵐や浸水や霜の被害に悩んだ末に、1916年2月、病院は、ブローニュ＝シュル＝メールのイエズス会運営の大学があった建物に移転した。C.L.C.アリンソンによれば、マクレイは、「（私に）彼が愛する銃器から引き離され、病院に移される事の感想をもっとも平和的に述べた」という。彼の最後の発言は「アリンソン、世界中のいまいましい医者を集めた所で、この血まみれの戦いには勝てない。我々に必要なのは、さらにさらに多くの戦闘員だ」という物だった。
1915年12月8日、『フランダースの野に』は、雑誌『パンチ』に作者の名が伏せられた形ではじめて掲載された。しかしその年の年末の索引には、作者としてマクレイの名が、McCreeとミススペルされた形で掲載された。
この韻文は戦争に関する詩の中で、急速にもっとも知名度の高い物のひとつとなり、募金活動の際には数えきれないほど登場し、しばしば外国語（ラテン語版はIn agro belgico...という語句ではじまる）に翻訳された。『フランダースの野に』は、世界大戦参戦前夜のアメリカでも、R.W.リラードによる詩への応答（...諸君は空虚な死を恐れてはならない/諸君が我々に投じた松明を我々は受け取った...）を加えた形で大規模に印刷された。
マクレイは、今「しばしば苗字のスペルが間違われるとはいえ」、突然自分が有名になった事を愉快に思いつつも、「彼らは『In F.F.』(フランダースの野に)を正しく印刷するようになるでしょう。すぐにという訳にはいかなそうですが」と述べた。しかし、彼の伝記作家は「彼は、人々がこの詩によって自分たちの義務が何であるかを知る事になるなら満足だった」と書いた。
ブローニュのカナダ第3総合病院の指揮にあたっていたマクレイは、1918年1月28日、フランスのヴィムルーのイギリス総合病院で、「広範囲に及ぶ肺炎性髄膜炎」を併発した肺炎が原因で没した。翌日、彼はブローニュから海岸沿いに数キロ離れたヴィムルー墓地内のイギリス連邦墓地の区画に軍葬の後埋葬された。国旗に覆われた彼の棺は前車に乗せられた。葬儀にはアーサー・カリー将軍をはじめとする多くのマクレイの友人や関係者が参列した。葬列の先頭を切ったのは、マクレイの愛馬で、鐙にマクレイの乗馬ブーツを逆さ向きにぶら下げた「ボンファイア」号だった。ボンファイアは、ケベック州のヴァルカルティエ時代からのマクレイの愛馬で大変かわいがられていた。マクレイの墓は砂地の土壌が脆弱なため、一帯の墓同様に墓石が平置きにされている。

## "フランダースの野に"

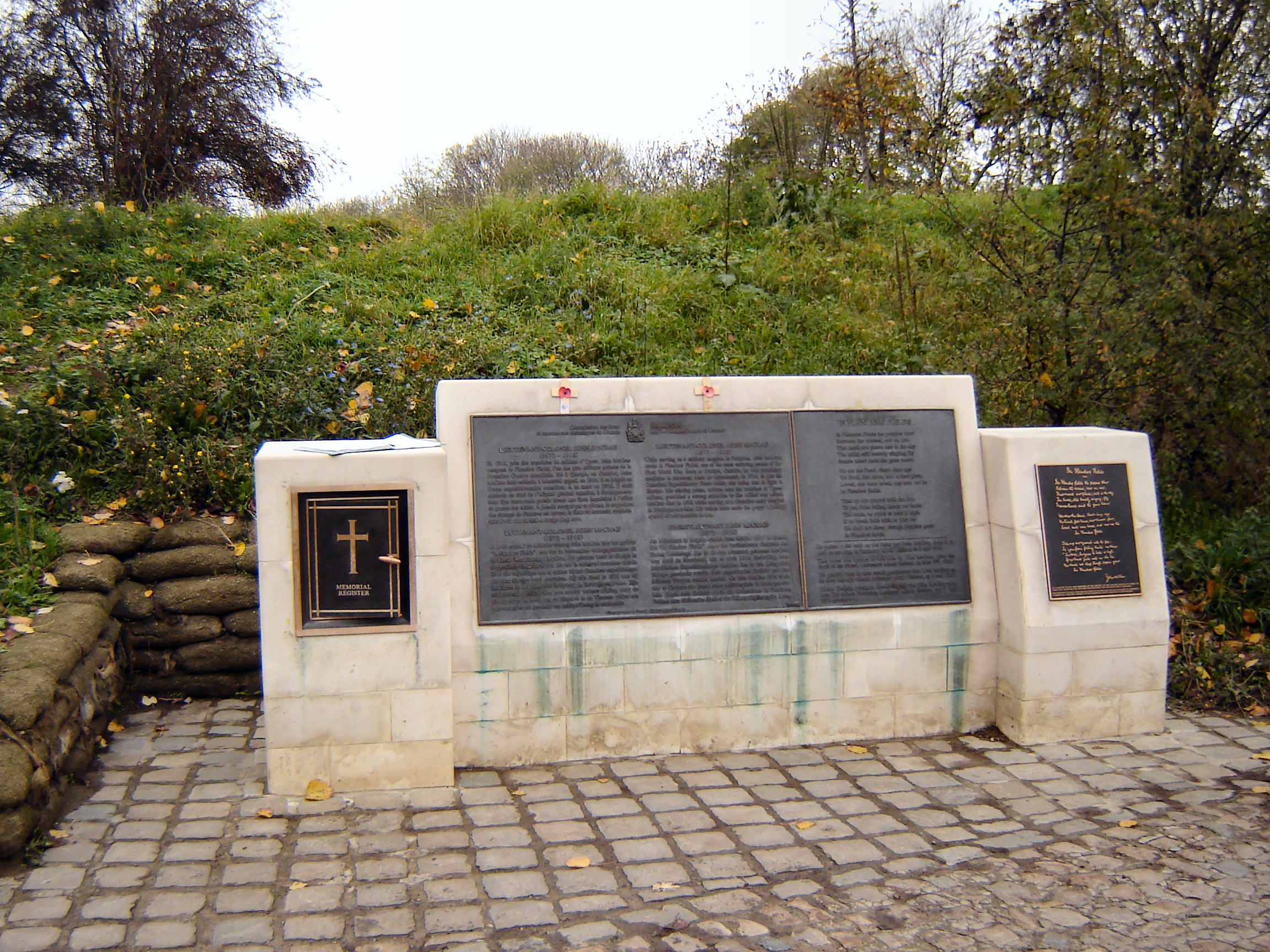
ベルギーウェスト＝フランデレン州イーペルブージンゲのサイト・ジョン・マクレイにある『フランダースの野に』の記念碑

彼の詩を集めた『フランダースの野におよびその他の詩集』(In Flanders Fields and Other Poems, 1918年)は彼の死後に出版された。
 フランダースの野に

フランダースの野に、ポピーの花々が風に吹かれて揺れる

何列も何列もの、十字架の間に、

それは我々の居場所を示す目印、そして空では

いまだに、ヒバリが勇敢にさえずりながら飛んでいる

地上の銃声にかき消されてかすかにしか聞こえないが。

我々は死んでいる、数日前には

我々は生き、夜明けを感じ、夕暮れの光を見た、

愛し、そして愛された、そして今、我々は横たわる

フランダースの野に。

敵との戦いを引き継ごう

我々は弱った手から、諸君に松明を投げかける

諸君は高く掲げよ

もし、諸君が死んだ我々との信義を裏切るなら

我々は眠れないだろう、ポピーの花々が

フランダースの野に咲き誇ろうとも。
                             –ジョン・マクレイ

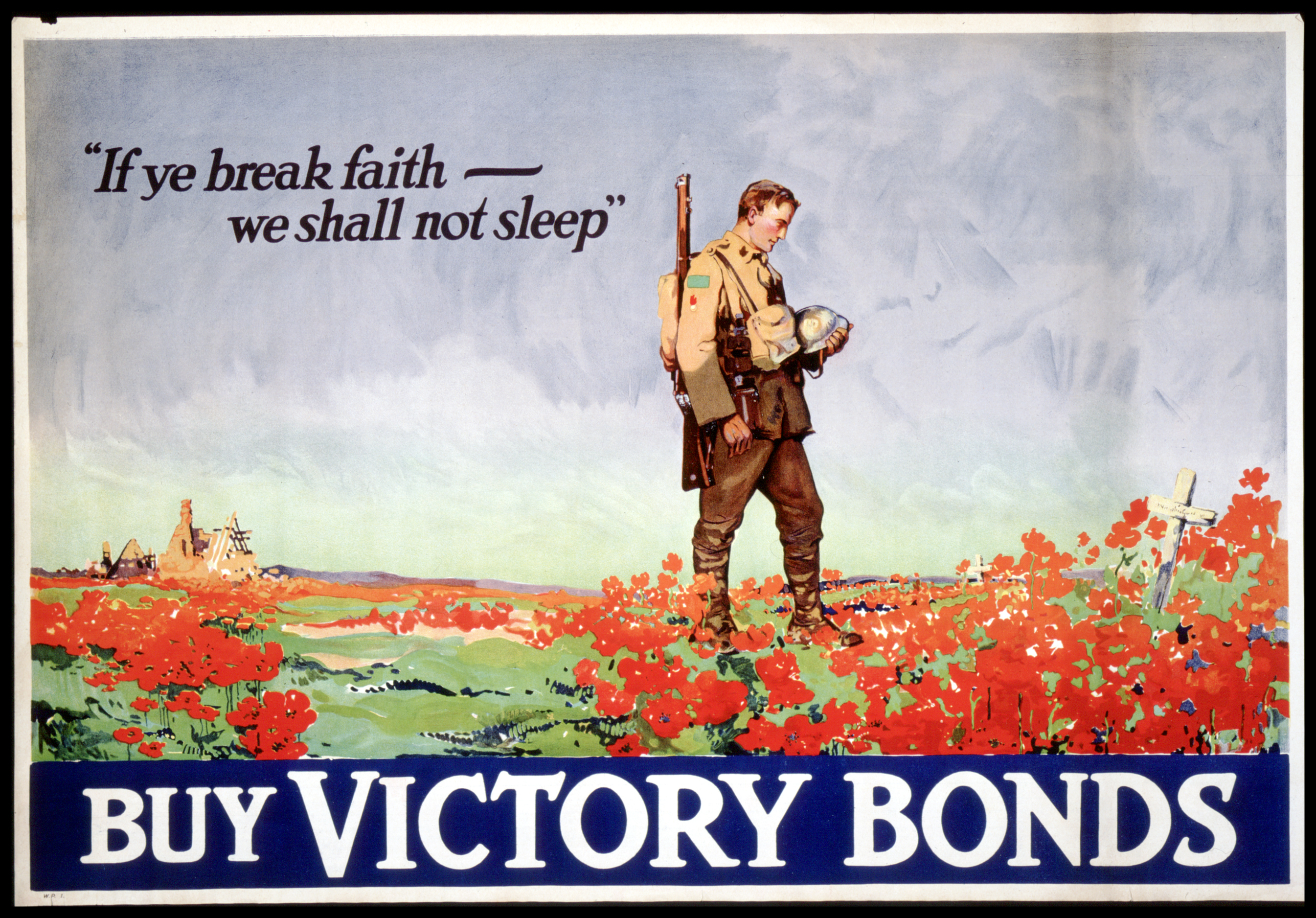
"もし、諸君が信義を裏切るなら – 我々は眠れないだろう" 1918年ごろに作られた戦時国債の購入を呼び掛けるポスター、オンタリオ州公文書館のポスターコレクションから

この詩を書くきっかけとなった出来事については複数の言い伝えが存在するが、マクレイが『フランダースの野に』を書いた1915年5月3日は、マクレイが第二次イーペル会戦で戦死した彼の友人のアレクシス・ヘルマー中尉の葬儀や埋葬を指揮した翌日であるとする説が有力視されている。詩は、イーペルのすぐ北のエセックス・ファームの前線で、野外病院の近くに置かれた野戦救急車の荷台に座りながら書かれた。詩の中心的な主題となっているポピーは、フランダースの戦場や墓地の荒地で大量に自生していた。カナダの退役軍人協会は次のように書いている。
カナダ政府は、エセックス・ファーム墓地にある英連邦墓地の区画の横の野外病院があった位置に、『フランダースの野に』をモチーフとしたジョン・マクレイの記念碑を設置した。ベルギー政府は、この一帯をサイト・ジョン・マクレイと名付けた。

## 遺産
カナダ医師会は、カナダ軍の医療関係者の中で、特筆に値する者に対し、ジョン・マクレイ記念メダルを授与している。

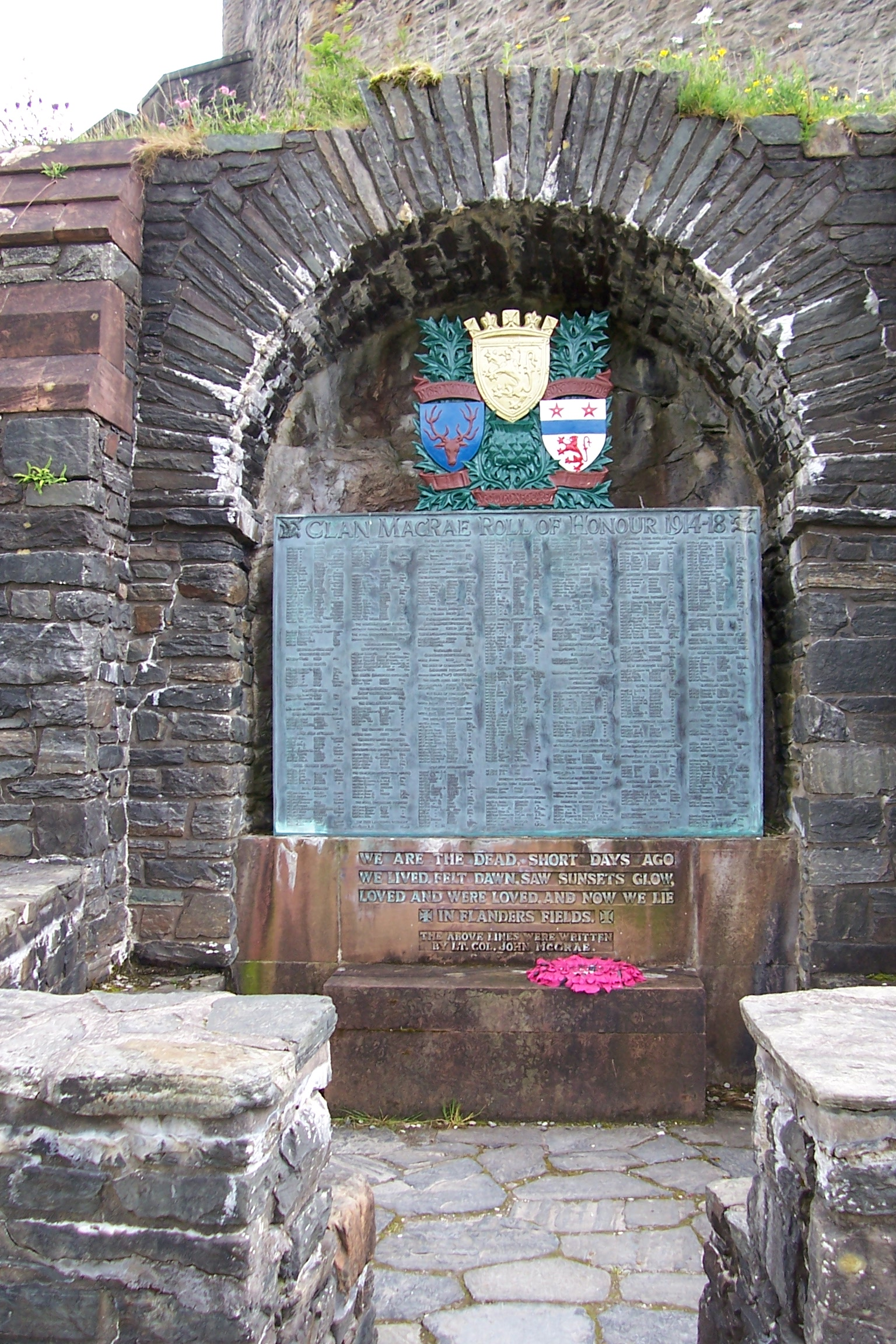
スコットランドのアイリーン・ドナンにある、マクレイ氏族の第一次世界大戦における戦死者記念碑、『フランダースの野に』が特筆されている。

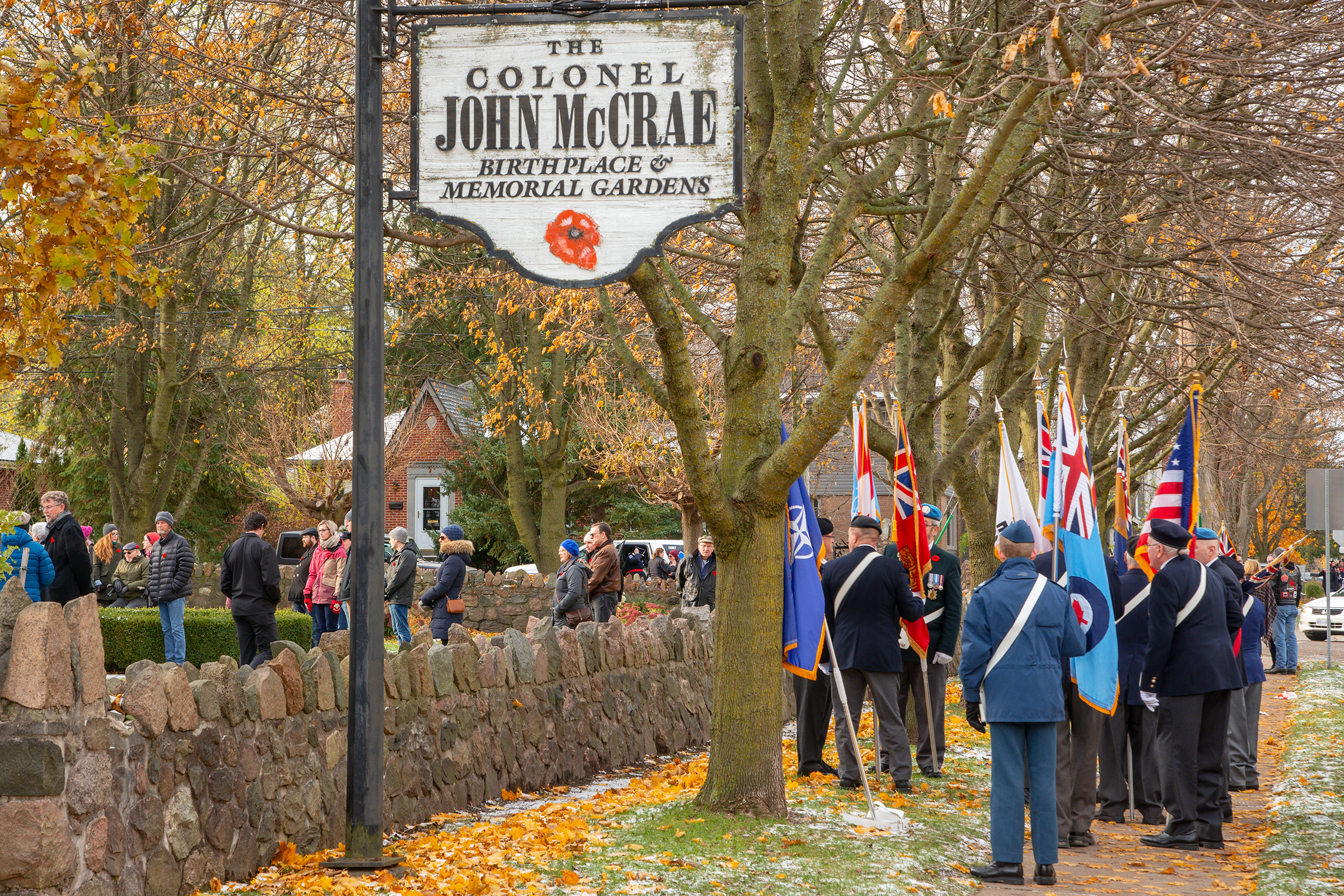
マクレイ・ハウスの表札

1946年、マクレイは、カナダの国家の歴史における重要人物に指定された。
マクレイは、アルバータ州選出の庶民院議員だったデイヴィッド・キルガーやその妹でジョン・ターナー首相の妻であるゲイルズ・ターナー（旧姓キルガー）の大伯父に当たる。マリー・クリスティ・ゲイルズ・キルガー（旧姓マクレイ）は、ジョン・マクレイの妹である。
1918年、ジョン・フィリップ・スーザは、ジョン・マクレイによる詩である『フランダースの野にポピーが咲き誇る』に曲をつけた。
イーペルの衣料会館には、詩にちなんで、フランダースの野に博物館と称する戦争博物館が常設されている。イーペルのセント・ジョージ記念教会には、マクレイの肖像と簡単な経歴が刻まれた記念碑がある。2007年5月、彼のもっとも著名な詩の創作から90年が過ぎた事を記念して、2日間にわたって文学の会議が開かれた。
マクレイを称えて命名された教育機関は、ゲルフのジョン・マクレイ・パブリックスクール、マーカムのジョン・マクレイ・パブリックスクール、トロントのジョン・マクレイ・シニア・パブリックスクール、そして、オタワのジョン・マクレイ・セカンダリースクールがある。
ゲルフ・カレッジエイト・ヴォケーショナル・インスティテュートにはジョン・マクレイ中佐を称えて建立された銅製の記念碑がある。
マクレイの生家は博物館になっている。今のカナダ戦争博物館には、ジョン・マクレイ中佐ギャラリーと呼ばれる特別展示室がある。

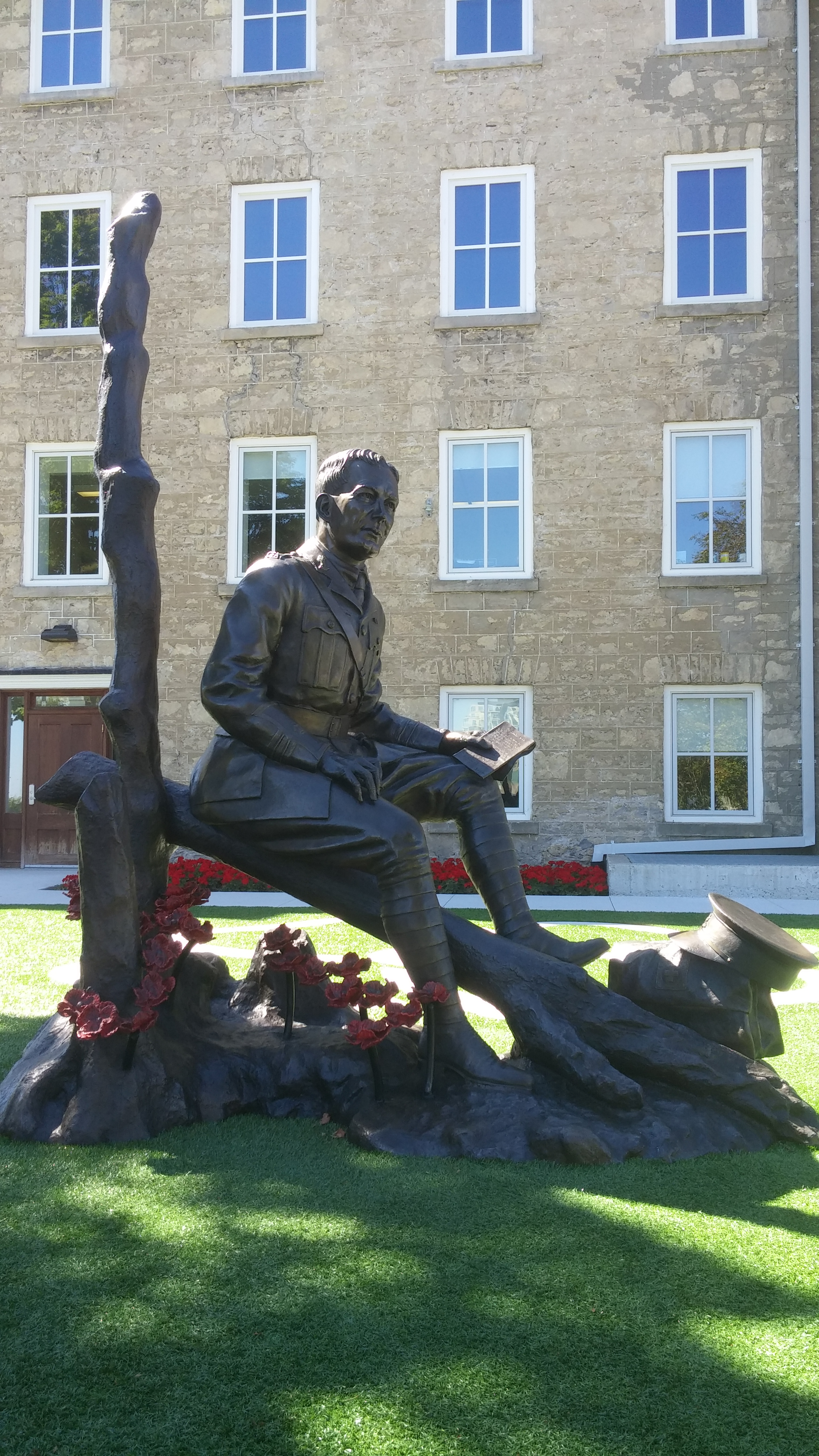
2015年、『フランダースの野に』創作100周年を記念してゲルフ市民博物館に建立されたジョン・マクレイの像

2015年、オンタリオ州オタワのリドー川の中洲、グリーン島にルース・アバナシーによるマクレイの像が建立された。近くに医療鞄を置いた砲兵将校姿のマクレイが執筆している。像では戦場の破壊が描写されており、彼の足下には第一次世界大戦とそれ以降の戦争の追悼の象徴であるポピーが配されている。同年にこの銅像の複製が、ゲルフ市民博物館に建立された。彼が埋葬された墓地に面した通りは、彼にちなんで「ルー・マクレイ」と呼ばれている。
ブリティッシュコロンビア州のマクレイ山は彼にちなんで命名されている:167。